# Nguyễn Phương
Nguyễn Phương (tên đầy đủ là Nguyễn Mạnh Phương, sinh ngày 09 tháng 12 năm 1981) là một ảo thuật gia, giảng viên người Việt Nam.

## Tiểu sử
Nguyễn Phương là con thứ bốn trong gia đình có sáu chị em tại Tân Đông - Tân Châu - Tây Ninh. Lập nghiệp tại Thành phố Hồ Chí Minh từ năm 2001. Hiện tại, anh đang là giảng viên biên chế của trường cao đẳng Lý Tự Trọng Thành phố Hồ Chí Minh. Nhờ lối sống giản dị, vui vẻ hòa đồng, anh được rất nhiều học sinh yêu quý và đặt cho những biệt danh thân mật như: Thầy giáo triệu view, thầy giáo vui vẻ.

## Chương trình truyền hình
- Tìm kiếm tài năng: Vietnam's Got Talent – VTV3
- Kỳ tài thách đấu – HTV7
- Siêu bất ngờ – HTV7
- Bữa trưa vui vẻ – VTV6
- Kỳ tài lộ diện – Đài Phát thanh - Truyền hình Vĩnh Long
- Ô hay gì thế này – VTV3
- XSHOW – VTV9
- Quý ông hoàn hảo – HTV7
- Người bí ẩn – HTV7

## Giải thưởng

### 2013
- Top 4 chung kết cuộc thi Tìm kiếm tài năng Việt Nam Got's talent.[1]

### 2014
- Được mời tham dự ASEAN Got talent tại Malaysia.

### 2015
- Tổ chức thành công liveshow ảo thuật cho kiều bào tại Úc.[2]

### 2016

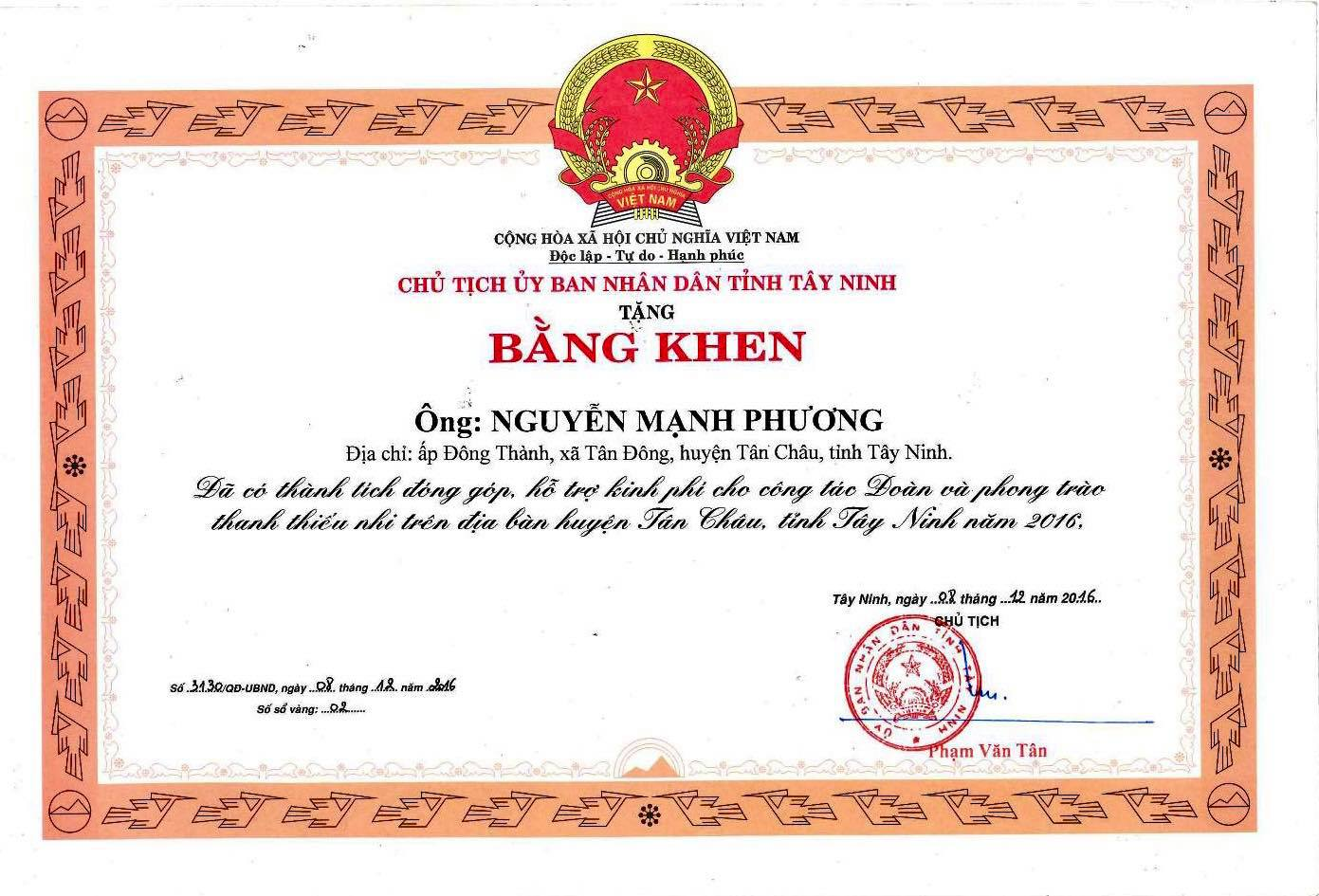
Bằng khen tỉnh Tây Ninh

- Nhận Cup Merlin Award quốc tế (tương đương giải Oscar bên điện ảnh và giải Grammy của âm nhạc).[3][4]
- Thành lập CLB ảo thuật "Magic Club Viet Nam" tạo sân chơi lành mạnh cho thanh thiếu niên toàn quốc.
- Nhận bằng khen của Ủy ban Nhân dân tỉnh Tây Ninh vì "đã có thành tích đóng góp, hỗ trợ kinh phí cho công tác đoàn và phong trào thanh thiếu nhi trên địa bàn huyện Tân Châu, tỉnh Tây Ninh 2016"

### 2017
- Xác lập kỷ lục " Ảo thuật gia Việt Nam đầu tiên biểu diễn tương tác với màn hình Led"[5]
- Xác lập kỷ lục "Ảo thuật gia đầu tiên trên thế giới biểu diễn tương tác trên màn hình Led công nghệ 4D" (HĐTV.VK.GXLKL số: 1960/vietkings/2017)
- Tham gia biểu diễn giao lưu văn hóa hai nước Việt Nam – Lào.
- Tham gia biểu diễn tại Hội nghị Apec 2017[6]

### 2018
- World Records Union(Worldkings) xác lập kỷ lục thế giới "Ảo thuật gia đầu tiên trên thế giới biểu diễn tương tác trên màn hình Led công nghệ 4D" [7] WK/USA.INDIA/567/2018/NO.31)
- Nhận bằng Tiến sĩ danh dự của Trường Đại học kỷ lục thế giới.[8]
- Đạt "Huy chương bạc" toàn quốc và giải "Sáng tạo" trong cuộc thi liên hoan ảo thuật chuyên nghiệp toàn quốc lần thứ III. Do Hội nghệ sĩ sân khấu Việt Nam – Sở Văn hóa và Thể thao Thành phố Hồ Chí Minh tổ chức.
- Nhận bằng khen Ủy ban Nhân dân thành phố Hồ Chí Minh[9] vì đã có thành tích xuất sắc trong việc xác lập kỷ lục thế giới về nội dung "ảo thuật gia đầu tiên trên thế giới biểu diễn tương tác trên màn hình LED công nghệ 4D".

### 2019
- Nhận giải thưởng "Sống bằng sáng tạo" của Hội kỷ lục Việt Nam – Viện kỷ lục Việt Nam (Số: 13 QĐ/KLG-SBST/2019)[10]
- World Record Association (WRA) NO.90002-1905-01.
- Xác lập kỷ lục thế giới thứ 2 "Ảo thuật gia đầu tiên trên thế giới biểu diễn tương tác trên màn hình Led công nghệ 4D" với nhiều hiệu ứng đặc biệt. Phá kỷ lục thế giới World Records Union của bản thân xác lập năm 2018.[11][12]

### 2020
- Nhận Bằng khen từ Thủ Tướng Chính Phủ[13] nhờ "đã có thành tích xác lập kỷ lục thế giới bộ môn ảo thuật, góp phần quảng bá Bộ môn nghệ thuật Ảo thuật của Việt Nam đến các quốc gia trên thế giới".